# LB-1
Pour les articles homonymes, voir Huff-Daland LB-1.
Système binaire
LB-1, ou LS V+22 25, est un système stellaire binaire spectroscopique de la Voie lactée, situé, selon les sources, de 4 000 à 15 000 années-lumière de la Terre. Il est constitué d'une étoile de type B et vraisemblablement d'un trou noir stellaire.

## L'étoile visible
LB-1 A, ou LS V+22 25, est la composante visible du système.

## Le compagnon
La masse de ce trou noir avait initialement été estimée à environ 68 fois celle du Soleil par Jifeng Liu et ses collaborateurs, ce qui était une valeur étonnamment élevée contredisant les théories récentes sur l'évolution stellaire,. Cependant, cette estimation a rapidement été contredite par plusieurs études indépendantes. Si toutes concluent bien au fait que le compagnon de l'étoile est vraisemblablement un trou noir, elles trouvent cependant une masse bien plus faible et conforme aux attentes pour un trou noir stellaire : entre 4 et 7 masses solaires pour J. J. Eldridge et ses collaborateurs, une masse minimale de 4 masses solaires pour Michael Abdul-Masih et ses collaborateurs et entre 5 et 20 masses solaires pour Kareem El-Badry et Eliot Quataert,,.